# 杜立偉
杜立偉（英語：Li-Wei Tu，1958年—），新竹人，現定居高雄市，臺灣著名物理學家。曾任國立中山大學研發長、物理學系主任。現為國立中山大學物理學系特聘教授。曾於2014年當選SPIE會士。
於美國西北大學取得博士學位之後，在貝爾實驗室從事博士後研究五年，並與王永和共同師承諾貝爾獎提名人卓以和教授。返台任教時，將由J. R. 亞瑟（John R. Arthur, Jr.）和卓以和（Alfred Y. Cho）所發明且當時最好的分子束磊晶設備帶回臺灣國立中山大學物理學系。

## 學歷
- 美國西北大學物理博士 (1985~1989)
- 美國西北大學物理碩士 (1983~1985)
- 國立清華大學物理學士 (1976~1980)
- 國立新竹高級中學 (1973~1976)
- 新竹市立光武國民中學 (1970~1973)
- 新竹市立建功國民小學 (1964~1970)

## 經歷
- 國立中山大學研發長 (2011~2014)
- 國立中山大學物理學系主任 (2004~2006)
- 國立中山大學物理學系教授 (2001~)
- 國立中山大學物理系副教授 (1995~2001)
- 美國貝爾實驗室正研究員 (1991~1995)
- 美國貝爾實驗室博士後研究 (1990~1991)

## 研究領域與興趣
半導體物理、分子束磊晶、奈米結構、綠色能源、生醫晶片。

## 學術榮譽
- 國立中山大學特聘教授
- SPIE Fellow, 2014年

## 外部連結
- 國立中山大學物理學系官網 教授基本資料 （页面存档备份，存于）
- 杜立偉實驗室官網
- 杜立偉教授著作 （页面存档备份，存于）